# Kittikorn Pangkhuntod
Kittikorn Pangkhuntod (thailändisch กิตติกร ปังขุนทด, * 8. Februar 1996) ist ein thailändischer Fußballspieler.

## Karriere
Kittikorn Pangkhuntod stand 2017 beim Nakhon Ratchasima FC unter Vertrag. Wo er vorher gespielt hat, ist unbekannt. Der Verein aus Nakhon Ratchasima spielte in der höchsten thailändischen Liga, der Thai Premier League. 2017 absolvierte er ein Spiel für den Klub. Hier kam er am 24. Juni 2017 im Heimspiel gegen den Chonburi FC zum Einsatz. In der 89. Minute wurde er für den Brasilianer Antonio Pina eingewechselt. Bei welchem Verein Pangkhuntod in der Saison 2018 unter Vertrag stand, ist unbekannt. 2019 stand er wieder beim Erstligisten Nakhon Ratchasima unter Vertrag. Seit Januar 2020 ist er vertrags- und vereinslos.